# Obligación pecuniaria
La obligación pecuniaria es aquella en la que la prestación a realizar consiste en entregar una suma de dinero.
En esta clase de obligaciones el acreedor corre el riesgo de que cuando cobre (fecha de cumplimiento),  la suma que reciba tenga un poder adquisitivo inferior al que tenía cuando la obligación nació.
Existen dos teorías al respecto:
- Tesis valorista: según esta tesis el pago debe hacerse con arreglo al valor real de la moneda. En la fecha de cumplimiento hay que entregar una cantidad de unidades monetarias equivalente a lo que hoy valdrían. Según esto, los efectos de la devaluación de la moneda los soporta el deudor que ha de pagar más unidades monetarias, para pagar según el valor real de la cantidad pactada. La deuda es, pues, una deuda de valor.

- Tesis nominalista: según esta tesis el deudor se libera de su obligación entregando el valor nominal pactado. Con lo cual la depreciación de la moneda la soporta el acreedor. Este sistema  Para evitar que el acreedor soporte el riesgo de la devaluación de la moneda, cabe establecer las llamadas "cláusulas de estabilización". Consiste en determinar la suma nominal de dinero a entregar según el precio que tenga ciertas cosas, cuyo precio sube o baja, según baja o sube el valor real del dinero. Son posibles cláusulas valor de cualquier tipo, valor oro, valor plata, etc.